# Cortemilia
Cortemilia là một đô thị tại tỉnh Cuneo trong vùng Piedmont của Italia, vị trí cách khoảng 70 km về phía đông nam của Torino và khoảng 60 km về phía đông bắc của Cuneo. Tại thời điểm ngày 31 tháng 12 năm 2004, đô thị này có dân số 2.511 người và diện tích là 24,7 km².
Đô thị Cortemilia có các frazioni (đơn vị cấp dưới, chủ yếu là các làng) San Michele, San Pantaleo, Castella, Pieve, Bruceto, Doglio, San Giacomo, Santa Lucia, Sulitevà Salino.
Cortemilia giáp các đô thị: Bergolo, Bosia, Castino, Perletto, Pezzolo Valle Uzzone, Serole và Torre Bormida.